# بازیافت رطوبت
در آب‌شناسی، بازیافت رطوبت (به انگلیسی: Moisture recycling) یا بازیافت بارش (به انگلیسی: Precipitation recycling) به فرآیندی اشاره دارد که طی آن بخشی از آب باریده‌شده که از یک منطقهٔ معین تبخیر و تعرق یافته است، دوباره به بارندگی تبدیل شده و بر بارش آن منطقه نثش ایفا می‌کند؛ بنابراین بازیافت رطوبت جزئی از چرخهٔ آب است. مفهوم بازیافت رطوبت به‌ویژه در مناطقی با پوشش گیاهی انبوه مانند جنگل‌های استوایی، اهمیت بیشتری می‌یابد؛ زیرا در چنین مناطقی سهم تبخیر و تعرق از کل ورودی رطوبت به جو بسیار زیاد بوده و در نتیجه سهم آن در تولید بارش نیز قابل توجه است. . از دیدگاه کمی، نسبت میزان بارشی که منحصراً از منابع تبخیر و تعرق محلی ناشی شده است (PL) به کل بارش رخ‌داده در آن منطقه (P)، به‌عنوان نسبت بازیافت یا ضریب بازیافت رطوبت تعریف می‌گردد. این نسبت با نماد ρ نمایش داده شده و به‌صورت زیر بیان می‌شود: {\displaystyle \rho ={\frac {P_{L}}{P}}.}
نسبت بازیافت یکی از شاخص‌های کلیدی در مطالعات اقلیم‌شناسی و آب‌شناسی است که به‌عنوان معیاری تشخیصی برای سنجش میزان تعامل میان هیدرولوژی سطح زمین و اقلیم منطقه‌ای مورد استفاده قرار می‌گیرد. این نسبت، میزان سهم رطوبت تبخیر و تعرق‌یافته محلی را که دوباره به صورت بارش در همان منطقه بازمی‌گردد، نسبت به کل بارندگی منطقه نشان می‌دهد. اهمیت این شاخص در تحلیل اثرات متقابل بین سطح زمین و جو به‌ویژه در مواجهه با تغییرات کاربری زمین نمایان می‌شود. اقداماتی نظیر جنگل‌زدایی، گسترش کشاورزی یا شهرسازی گسترده می‌توانند تعادل رطوبتی یک منطقه را برهم زده و منجر به کاهش یا افزایش بارندگی شوند.
نسبت بازیافت در مقیاس جهانی برابر با یک است؛ چرا که در مقیاس کل زمین، تمام تبخیر و تعرق سرانجام به بارش بازمی‌گردد. اما در مقیاس نقطه‌ای یا محلی، این نسبت به صفر میل می‌کند، زیرا سهم رطوبت بازیافتی نسبت به کل رطوبت بسیار ناچیز است. بر اساس مطالعات صورت گرفته، مقدار این نسبت برای حوضهٔ رود آمازون بین ۲۴٪ تا ۵۶٪ و برای حوضهٔ رود می‌سی‌سی‌پی در حدود ۲۱٪ تا ۲۴٪ برآورد شده است. این ارقام نشان‌دهندهٔ نقش قابل توجه منابع رطوبتی محلی در تداوم بارش در این مناطق هستند.
مفهوم بازیافت رطوبت به‌طور مستقیم با مفهوم حوضهٔ بارندگی پیوند دارد و در واقع در دل آن جای گرفته است. حوضهٔ بارندگی به ناحیه‌ای اطلاق می‌شود—اعم از اقیانوس‌ها یا خشکی‌ها—که در جهت مخالف باد نسبت به یک مکان مشخص قرار دارد و از طریق فرایند تبخیر و تعرق، در تأمین رطوبت لازم برای بارندگی آن مکان نقش دارد. به بیان دیگر، همان‌گونه که حوضهٔ آبخیز از نظر هیدرولوژیکی منطقه‌ای است که رواناب سطحی را از طریق توپوگرافی به یک نقطه مشخص هدایت می‌کند، حوضهٔ بارندگی نیز منطقه‌ای آماری و جوی است که تبخیر و تعرق صورت‌گرفته در آن، از طریق بازیافت رطوبت، به بارش در نقطه‌ای خاص منجر می‌شود.
این مفهوم نقش مهمی در درک تعاملات بین کاربری زمین، اقلیم منطقه‌ای و پایداری منابع آب ایفا می‌کند. حوضهٔ بارندگی به‌ویژه در بررسی اثرات پدیده‌هایی مانند جنگل‌زدایی یا تغییر اقلیم اهمیت دارد، چراکه هرگونه تغییر در الگوهای تبخیر و تعرق در این مناطق می‌تواند مستقیماً میزان و الگوی بارش را در مناطق تحت تأثیر خود دگرگون سازد. از این رو، تحلیل حوضه‌های بارندگی در کنار نسبت بازیافت، ابزار مهمی در مدیریت پایدار منابع آب و سیاست‌گذاری‌های محیط‌زیستی به‌شمار می‌رود.